# Geschiedenis van Bremen

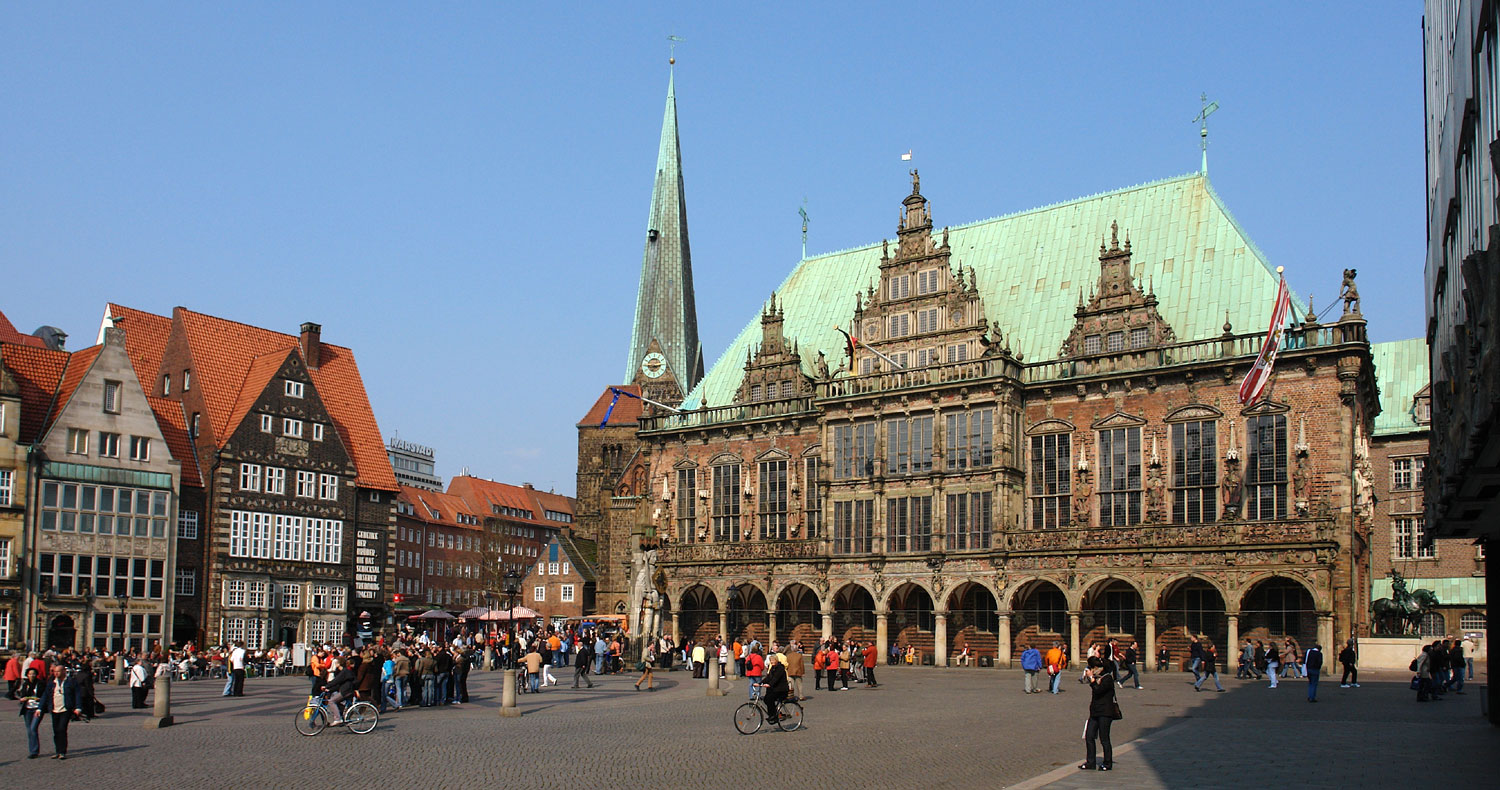
Bremen: raadhuis, Roland en de markt

Dit artikel beschrijft de geschiedenis van Bremen, zowel de stad Bremen als de Duitse deelstaat Bremen.

## Oorsprong

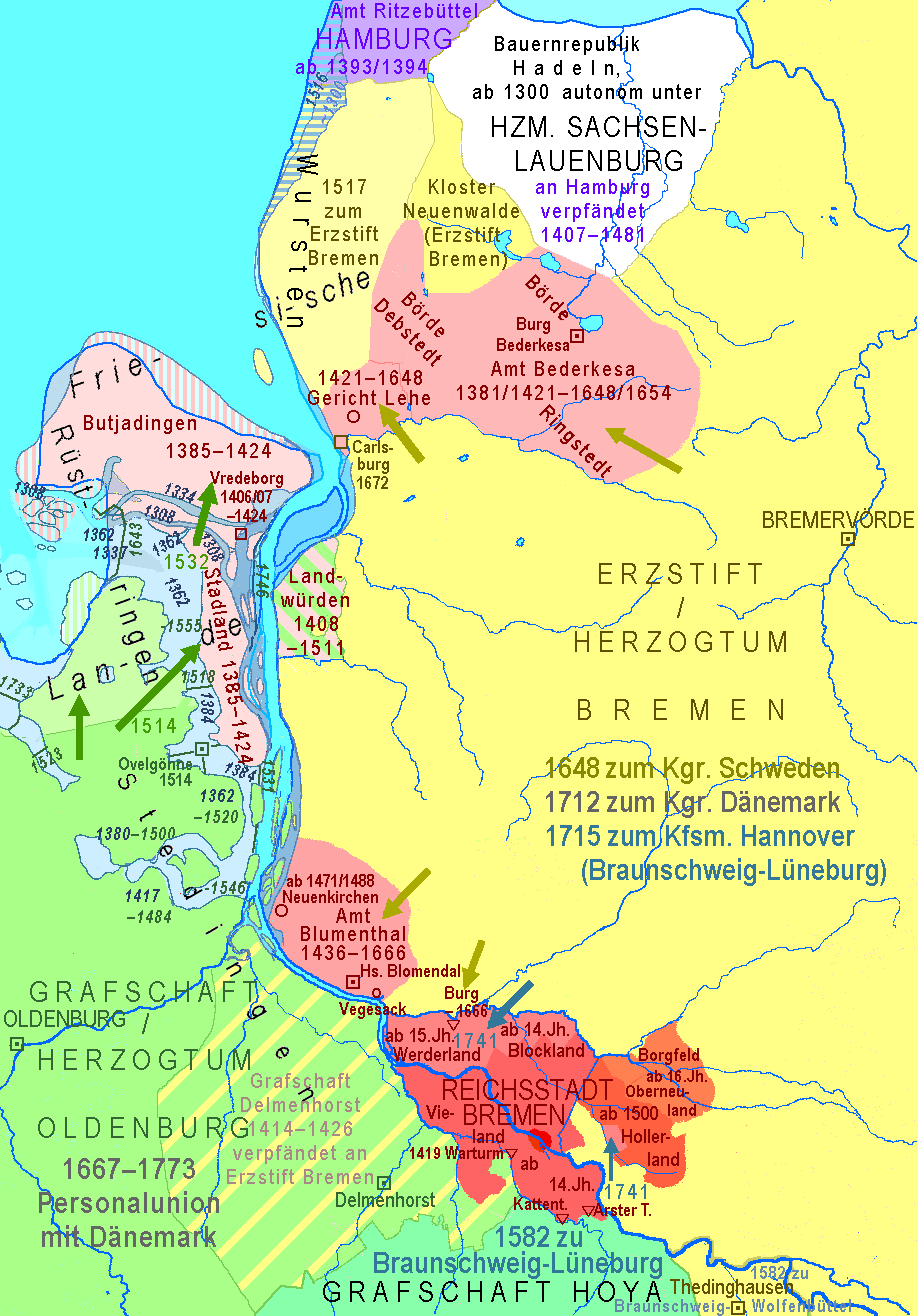
Territoriën van de Vrije Stad Bremen en van het Aartsbisdom Bremen in 14e tot 18e eeuw, en de Wezerdelta

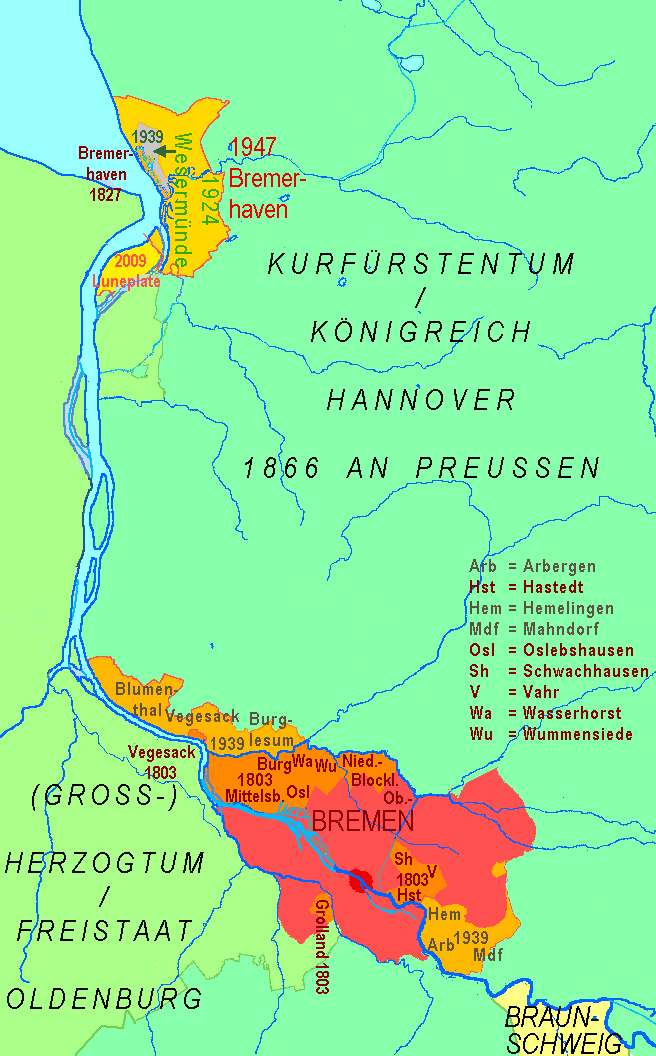
Het Bremer staatsgebied vanaf 1800 (338.846 inwoners in 1925)

Het gebied van het huidige Bremen is door Hollandse kolonisten in de 12e eeuw in cultuur gebracht. De stad was in de Middeleeuwen een belangrijke hanzestad en het gebied later een geestelijk vorstendom dat grote delen van het gebied tussen de Wezer en de Elbe omvatte.

## Middeleeuwen
In 1158, 1185 en 1240 vonden in Bremen grote stadsbranden plaats. 
Op 24 juli 1442 verklaarde het voorheen neutrale Bremen de oorlog aan Holland, Zeeland, Friesland en Vlaanderen. Bremen ging de oorlog die vier jaar zou duren aan vanwege de schade die het had geleden in de Hollands-Wendische Oorlog waarin het neutraal was geweest. De oorlog werd in 1446 met de Vrede van Harderwijk beëindigd.

## Vroegmoderne tijd
Het vorstendom kwam bij de Vrede van Münster in 1648 bij Zweden en ging later op in het Koninkrijk Hannover. De stad wist zich als vrije Rijksstad te handhaven. Vanwege de verzanding van de Wezer werd het nodig nieuwe havens aan te leggen. Dit resulteerde in de steden Vegesack (tegenwoordig deel van de stad Bremen) en Bremerhaven. 
Van 1811 tot 1814 was de hele regio rond Bremen het Franse departement Bouches-du-Weser.

## 19e eeuw
Het Congres van Wenen erkende Bremen in 1815 als onafhankelijke staat. Het trad in datzelfde jaar toe tot de Duitse Bond, in 1867 tot de Noord-Duitse Bond en werd in 1871 deel van het Duitse Keizerrijk. 

## 20e eeuw
Na de Tweede Wereldoorlog werd Bremen haven van de Amerikaanse strijdkrachten en vormde als zodanig een Amerikaanse enclave  in de Britse bezettingszone, waardoor het zijn status van zelfstandig bondsland kon behouden.